# Филомела

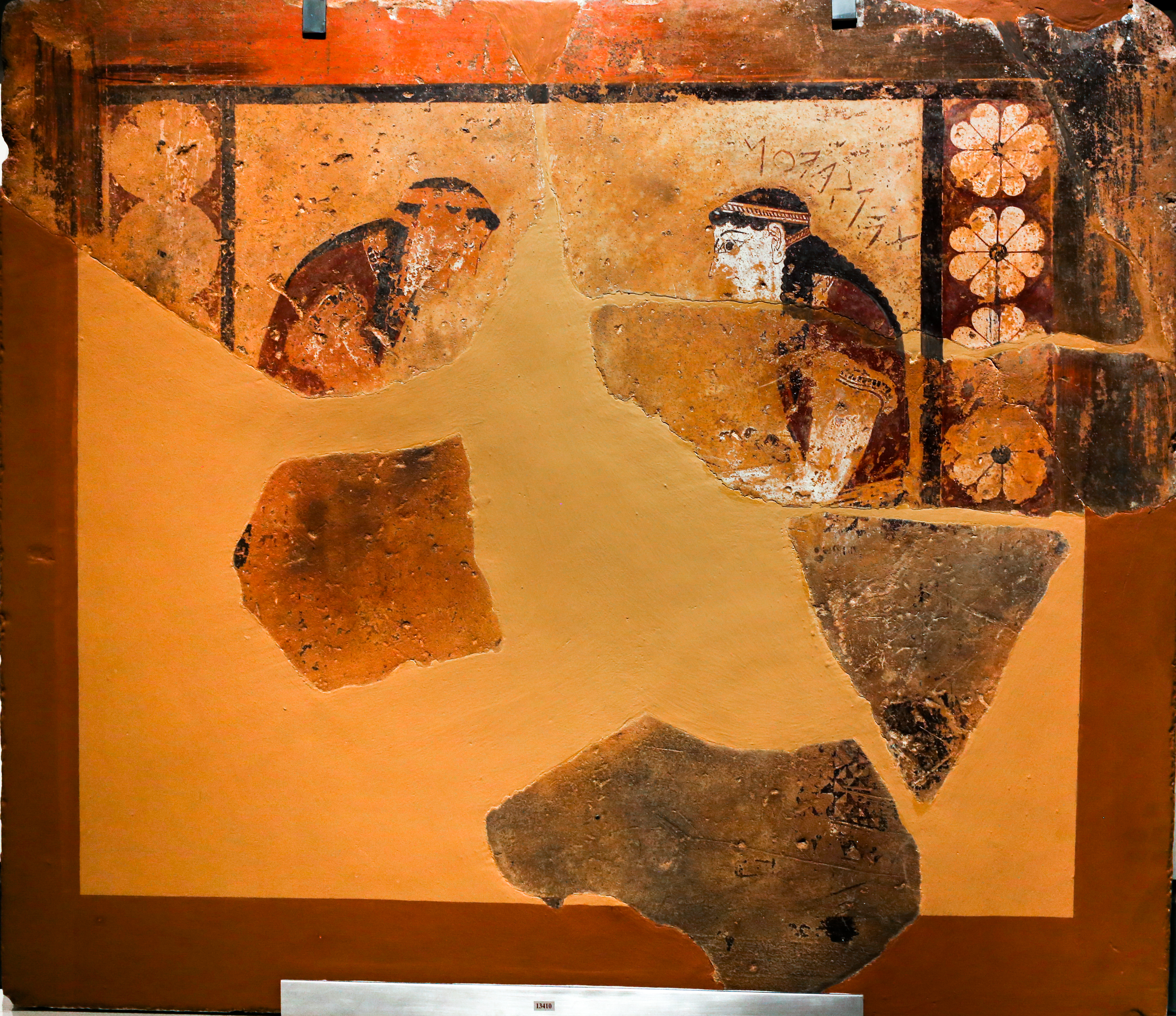
Прокна и Филомела, ок. 630—625 гг. до н. э.

Филоме́ла (др.-греч. Φιλομήλα) — персонаж древнегреческой мифологии, дочь царя Афин Пандиона и Зевксиппы, сестра Прокны, Эрехтея и Бута. Ласточку-Пандиониду упоминают уже Гесиод и Сапфо. Миф о ней локализуется либо в Фокиде, либо во Фракии.
Жила в Давлиде. Вторая жена Терея, который вырезал ей язык. Чтобы избежать преследований Терея, превратилась в ласточку в городе Давлида (в другом варианте — в соловья).
Либо прибыла в Афины и умерла с горя. По истолкованию, онемела от стыда, а не от отрезания языка.
В Давлиде ласточки не клали и не высиживали яиц из-за страха перед страной Терея. Ласточек называют Давлидами.
По другой версии мифа, Филомела, дочь царя Афин, была у своей сестры, Прокны, жены царя Фокиды, Терея. Терей подверг Филомелу насилию, и, чтобы скрыть своё преступление, вырвал у неё язык. Филомела рассказала об этом сестре вышивкой на ткани. Разъярённая Прокна убила своего сына от Терея, Итиса и накормила мужа его мясом. Зевс превратил Филомелу в ласточку, Прокну — в соловья, а Терея — в удода. Более поздние источники (Овидий, Гигин и Аполлодор) утверждают, что в соловья была превращена Филомела, а в ласточку — Прокна.
История Прокны легла в основу ряда античных пьес, в числе которых трагедия Софокла «Терей».

## В культуре Нового времени
Миф о Филомеле и Прокне (Прогне) послужил источником многих литературных произведений Нового времени. В драматической форме он представлен трагедией И. А. Крылова «Филомела» 1783 г. Также его сюжет лёг в основу басни Лафонтена, переведённой на русский язык К. Н. Батюшковым — «Филомела и Прогна. (Из Лафонтена)» (написана в 1811 году и тогда же опубликована в «Вестнике Европы»); в примечании к басне кратко пересказывается сюжет мифа. В европейской поэзии Нового времени от Сидни и Шекспира до Элиота Филомела означает соловья, либо в прямом значении, либо как символ творческого начала, воплощение истинного поэта. Например, в элегии Батюшкова «Последняя весна» (1815):

Ручей свободно зажурчал, 

И яркий голос Филомелы 

Угрюмый бор очаровал: 

Всё новой жизни пьёт дыханье!

или идиллии А. А. Дельвига «Дамон» (1821):

Приятны крылатых певцов сладкозвучные песни — 

Приятней полночное пенье твоё, Филомела!

В элегии В. А. Жуковского «Вечер» (1806):
«В траве коростеля я слышу дикий крик,

В лесу стенанье филомелы…»
В стихотворении И. Бродского «Подсвечник» (1968):
«…И где-то щебетала Филомела».
В стихотворении О. Седаковой (ок. 1983):
«Там-то силой сверхопытной —

соловей, филомела, судьба…».
- Филомела (1705) — опера (трагедия в музыке) Луи Лакоста
- Филомела (1964) — сериалистская композиция Милтона Бэббита для сопрано и синтезатора.

Джеффри Хартман в своей работе «Шрамы духа» (Scars of the Spirit, 2002) выступает с инициативой «проекта Филомела»: предоставить голос тем, кто оказался исторически его лишён (стр. 90).
В честь Филомелы назван астероид (196) Филомела, открытый в 1879 году.
В 2025 г. Николай Шарифулин написал пьесу «Прокна и Филомела», в основе которой лежит миф.